# Trematodon intermedius
Trematodon intermedius är en bladmossart som beskrevs av Welwitsch och Jean Étienne Duby 1872. Trematodon intermedius ingår i släktet tranmossor, och familjen Bruchiaceae. Inga underarter finns listade i Catalogue of Life.